# Araneus aksuensis
Araneus aksuensis är en spindelart som beskrevs av Yin, Xie och Youhui Bao 1996. Araneus aksuensis ingår i släktet Araneus och familjen hjulspindlar. Inga underarter finns listade i Catalogue of Life.